# Asser
John Asser (mort vers el 909) fou un monjo gal·lès que fou nomenat bisbe de Sherborne. Va ser biògraf del rei Alfred el Gran i va fundar una escola de traductors a petició d'aquest monarca. També se'l coneix amb el nom d'Asserius Menevensis.

## Orígens
Es tenen poques dades sobre els orígens d'Asser. Es creu que el seu nom el va agafar d'Aser, el vuitè fill de Jacob, el personatge bíblic, que potser va triar ell mateix en el moment de fer-se monjo. Probablement Asser havia llegit l'obra de Jeroni d'Estridó sobre significats de noms hebreus, per tant és possible que seu nom de naixement fos "Gwyn" (o "Guinn"), que vol dir el mateix que Asen, «beneït, o benaurança».
Segons diu ell mateix, a la Vida d'Alfred, era un monjo de la comunitat de St. David, que pertanyia al petit regne de Dyfed, situat al sud-oest de Gal·les, i esmenta el bisbe Nobis que era parent seu.

## Al servei del rei Alfred
El rei Alfred el Gran el va fer cridar el dia de sant Martí (11 de novembre) de l'any 887 perquè volia que li ensenyés a llegir llatí. En aquella època diversos regnes petits s'havien sotmès voluntàriament a Alfred. Després el rei li va proposar que cerqués més mestres per muntar una escola a la seva cort on es donarien classes a fills de nobles amb aptitud per aquesta aprenentatge. Asser només li va posar com a condició que aquesta feina només li ocupés la meitat del seu temps i així podria estar l'altra meitat amb la seva comunitat de St. David. Abans de començar Asser va caure malalt i va estar confinat al monestir durant un any.
Entre els mestres que cercar per crear l'escola de la cort, estaven: Grimbald un benedictí franc i John de Saxònia, que es van establir a Leonaford. Es desconeix on és aquest indret, però se suposa que podria ser l'actual Landford, a Wiltshire. Per Nadal del 886, Asser va demanar al rei permís per reunir-se amb la seva comunitat de monjos, i aquest li va concedir abans de marxar uns valuosos regals: els monestirs de Congresbury i Banwell, més una capa de seda i una quantitat d'encens que "equivalent al pes d'un home robust".

## Bisbe de Sherborne
En una data incerta entre els anys 887 i 892, el rei Alfred va confiar a Asser el monestir d'Exeter i, després consta com a bisbe de Sherborne. El seu predecessor, el bisbe Wulfsige, en va tenir la propietat en un any desconegut, entre el 890 i el 896.
És possible que Asser fos un bisbe subordinat a un bisbe metropolità de Sherborne. El seu nom consta al Giraldus Cambrensis's Itinerarium Cambriae, encara que aquest va ser escrit tres segles després, el 1191 i això fa que la dada no sigui del tot fiable. En l'obra d'Asser es pot llegir que els bisbes de St David eren enviats en missions pel rei Hyfaidd i afegeix que "a mi també em va enviar alguna vegada". Això podria indicar que ell era bisbe de St David, depenent del metropolità de Sherborne.

## Biògraf d'Alfred

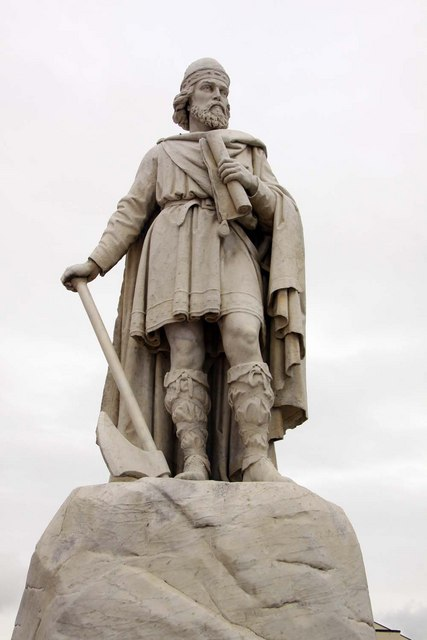
Escultura del rei Alfred.

El 893, Asser va escriure en llatí una biografia del rei Alfred titulada Vita Ælfredi regis Angul Saxonum («Vida d'Alfred, rei dels anglosaxons»). La data es coneix perquè fa esment de l'edat del rei en el text. L'obra no arriba a les dues mil paraules d'extensió, però és de gran valor per conèixer la història d'aquell temps.
L'estil literari és semblant al de les biografies de Lluís el Pietós Vita Hludovici Imperatoris, escrita vers el 840 per un autor anomenat l'Astrònom, i a la Vita Hludowici Imperatoris escrita per Degan de Treves. És possible que Asser conegués aquestes dues obres i altres tractats d'història medieval com: Historia ecclesiastica gentis Anglorum de Beda, Historia Brittonum. Cap a la meitat del llibre es nota que va incloure una còpia de la Crònica anglosaxona, pel que fa al contingut relacionat amb els anys 851–887, tot i que Asser n'afegeix la seva opinió i interpola la informació amb els fets del regnat d'Alfred. Asser també va incloure material amb relació a la història de l'any 887 amb opinions sobre el caràcter i personalitat d'Alfred.
La seva prosa ha estat criticada per tenir un pobre domini de la sintaxi i una exposició dels fets una mica confusa. Sovint fa ús d'arcaismes, que donen al text un estil recarregat, poc habitual la seva època. Alguns dels termes que fa servir només s'han trobat en autors francs en llengua llatina, això ha fet especular si s'hauria format si més no parcialment a Francònia, però també podria ser que hagués adquirit aquest vocabulari dels monjos francs que van acudir a la seva crida per formar una escola a la cort d'Alfred.
Aquest llibre acaba de forma abrupta i es considera que el manuscrit que ha arribat fins als nostres dies podria ser una part incompleta de l'original. Asser probablement va viure uns cinquanta o seixanta anys i Alfred una seixantena, però no hi ha narració d'esdeveniments després de l'any 893.
Asser s'esforçà en explicar amb detall la geografia local, cosa que implica que estava considerant que els seus lectors podrien no ser anglesos. Concretament en diverses ocasions dona el nom anglès i tot seguit l'equivalent en gaèlic, fins i tot en el cas de Nottingham, que sembla poc probable que hagués tingut un nom gaèlic. Tenint en compte que el rei Alfred havia adquirit recentment el domini sobre el sud de Gal·les, podria haver una intenció en aquesta obra d'apropar la figura reial als nous súbdits. Altres paràgrafs semblen adreçats a lectors anglesos.
Asser omet els problemes que el rei Alfred va tenir per mantenir la seva autoritat, però es dedueix quan diu que va haver de castigar els que tardaven en obeir les ordres de fortificar el reialme. Si bé la Vida d'Alfred va ser escrita per plaure el rei, no es pot dir que contingui els errors greus que hauria tingut una biografia escrita anys després dels fets, quan els records comencen a distorsionar-se.
La Vida d'Alfred no és només una biografia, aporta informació de personatges d'altres moments històrics; per exemple, diu que la reina Eadburh es comportava com una tirana i que va enverinar accidentalment el seu marit Beorhtric de Wessex.

### Manuscrits de laVida d'Alfred
El primer manuscrit de la Vida d'Alfred no devia ser gaire conegut a la seva època i per això no va haver interès per fer-ne còpies. Només es coneix una còpia que va sobreviure fins a l'actualitat, la qual es coneix amb el nom Cotton MS Otho A, XII, i formava part de la Col·lecció Cotton. Fou escrita vers l'any 1000 però es va destruir en un incendi l'any 1731.
Hi ha, però, diversos autors antics que van conèixer el manuscrit, ja que l'esmenten en les seves respectives obres:
- Byrhtferth de Ramsey inclou àmplies seccions en la Historia Regum, escrita a finals del segle x o començaments de l'XI.
- L'autor anònim de l'Encomium Emmae, escrit a començaments de la dècada del 1040, també denota el seu coneixement de la Vida d'Alfred, tot i que aquest autor era un monjo de Flandes.
- Florentius de Worcester en va incorporar parts en la seva crònica, feta al segle xii.
- Un altre autor anònim del monestir de Bury St Edmunds, va escriure una compilació de textos, actualment coneguda com Els annals de sant Neots, que l'inclou.
- Giraldus Cambrensis va escriure al segle xii una Vida de sant Æthelberht, en què cita una anècdota explicada per Asser que va passar durant el regnat d'Offa de Mèrcia, mort el 796.

### Acusacions de falsificació
Alguns acadèmics dels segles xix i xx van posar en dubte que la Vida d'Alfred fos autèntica. El 1964 el respectat historiador V.H. Galbraith va escriure un assaig "Who Wrote Asser's Life of Alfred?" en què argumentava que alguns anacronismes del text feien pensar que no es va fer en època de John Asser. Per exemple l'autor fa servir l'expressió "rex Angul Saxonum" («rei dels anglosaxons»), títol que no es va fer servir en relació al rei Alfred fins a les acaballes del segle x. Galbraith també va identificar el terme "parochia", un anacronisme per referir-se a Exeter, quan en realitat l'autor hauria de fer servir el terme "diocese" i, a més esmenta el bisbat d'Exeter, que no es va crear fins al 1050. Segons Galbraith el vertader autor seria Leofric, que fou bisbe de Devon i de Cornualla el 1046. Podria ser que Leofric volgués justificar el restabliment de la seva seu fent constar la història de la fundació gràcies al rei Alfred i va signar l'obra amb el nom d'un autor precedent.
Galbraith, però, s'equivocava, ja que el títol de rei dels anglosaxons apareix en disposicions anteriors al 892, el terme parochia pot no referir-se a diòcesi, ja que té altres accepcions i podria referir-se a la jurisdicció d'un monestir o d'una església. A més hi ha altres arguments per rebutjar la proposta que Leofric fos l'autor, començant pel fet que Leofric hauria tingut poc coneixement sobre Asser i això li hauria impedit construir una falsificació creïble; d'altra banda hi ha proves contundents que daten el manuscrit de la col·lecció vers l'any 1000. L'ús que l'autor va fer d'obres anteriors a Leofric també es poden fer servir per refutar Galbraith. Actualment la majoria dels acadèmics accepten John Asser com l'autor vertader, la historiadora Dorothy Whitelock així ho testimonia en el seu tractat Genuine Asser, escrit el 1967.
El 1995, el professor Alfred P. Smyth va proposar que l'autèntic autor podria ser Byrhtferth, el qual hauria adoptat el pseudònim Asser. Aquesta afirmació la fonamenta bàsicament en la comparació del lèxic d'ambdós autors. Segons Smyth, la motivació de Byrhtferth per escriure aquesta obra seria donar prestigi al rei Alfred com a impulsor de la reforma monàstica benedictina de finals del segle x.
Altres arguments de Smyth per suposar que es tracta d'una falsificació són:

a) En l'obra d'Asser es troba informació que no apareix en la resta de cròniques dels anglosaxons.

b) La informació vertadera podria ser extreta d'altres cròniques i per dissimular se li ha intercalat anècdotes no rellevants.

c) Escriure en llatí en aquella època era un anacronisme.

d) Moltes de les malalties d'Alfred, esmentades per Asser, són extretes de les hagiografies convencionals i el mateix passa amb relació a l'educació del rei.

e) Moltes de les dates que surten al llibre són incorrectes.
Amb tot, la majoria dels historiadors no troben aquests arguments prou convincents per posar en dubte l'autenticitat. Els autors que més fermament s'han oposat a Smyth són Michael Lapidge i Simon Keynes.

## Altres obres i data de mort
Es creu que John Asser és també l'autor d'una traducció de la Regula Pastoralis de sant Gregori. L'historiador del segle xii, Guillem de Malmesbury, creia que Assen també va fer. per encàrrec del rei, la traducció de Boeci.
Als Annales Cambriae, un compendi d'annals gal·lesos que probablement van estar a la biblioteca de St David, diuen que Asser va morir l'any 908. En diferents versions de la Crònica anglosaxona la data és el 909 o el 910: "Aquí Frithustan va succeir al bisbe de Winchester, i després Asser, que era bisbe de Sherborne, va morir." Que la data varia en la Crònica anglosaxona és degut al fet que cada cronista de la compilació inicia l'any nou segons calendaris diferents, això fa que generalment la data de la mort d'Asser s'hagi fixat entre 908/909.